# Hydrodessus robinae
Hydrodessus robinae är en skalbaggsart som beskrevs av Spangler 1985. Hydrodessus robinae ingår i släktet Hydrodessus och familjen dykare. Inga underarter finns listade i Catalogue of Life.